# آرچر لاج (کارولینای شمالی)

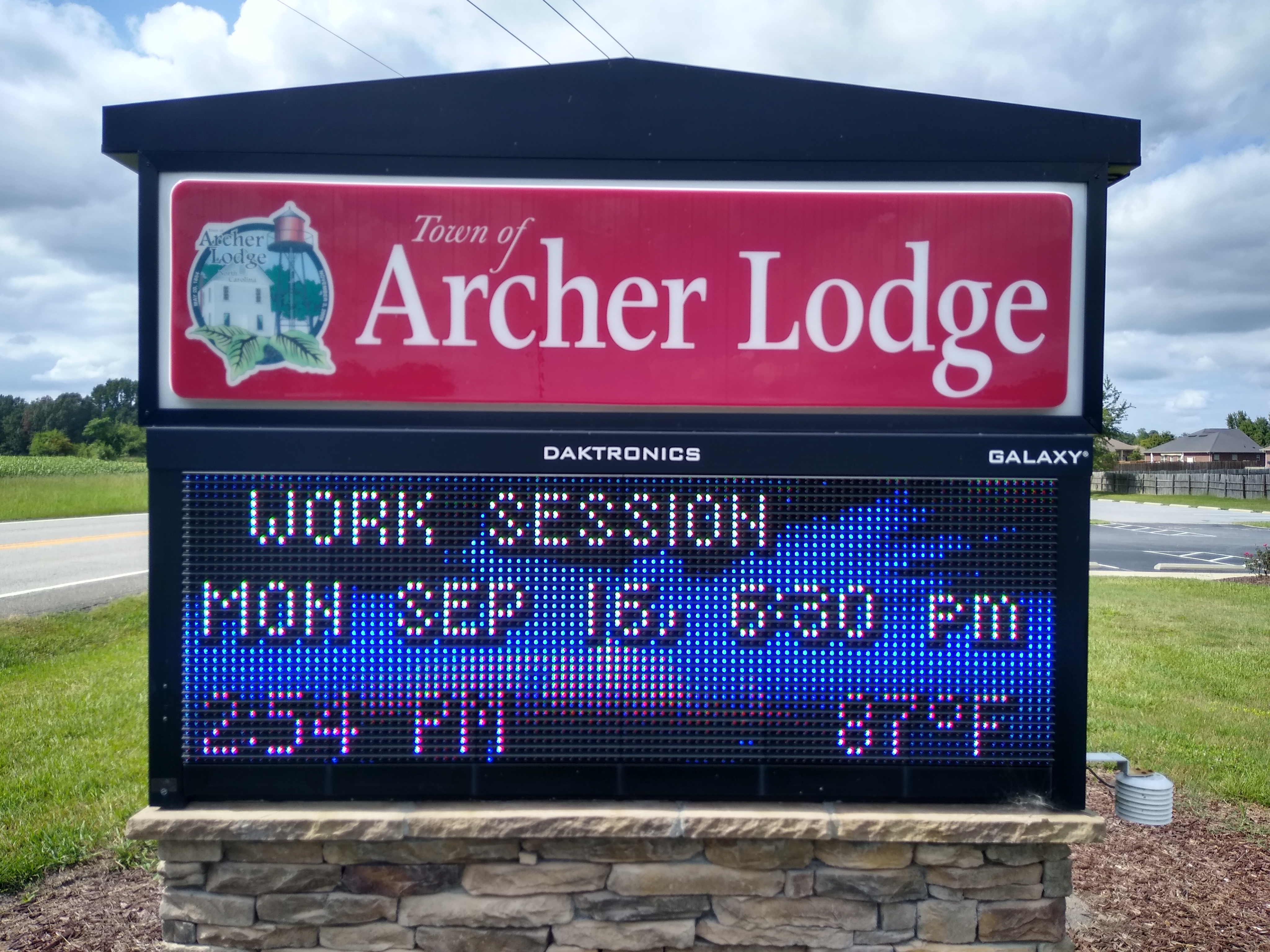
نمایی از تابلوی شهری آرچر لاج در ایالت کارولینای شمالی - ۲۰۱۹

آرچر لاج (به انگلیسی: Archer Lodge) شهری در ایالت کارولینای شمالی کشور ایالات متحده آمریکا است که جمعیت آن در سرشماری سال ۲۰۱۰ میلادی، ۴٬۲۹۲ نفر بوده‌است.